# Missing Pieces
Albums de Talk Talk
London 1986
(1999) Introducing… Talk Talk
(2003)
Missing Pieces est une compilation du groupe britannique Talk Talk sortie en 2001.
Les six premières chansons reprennent le contenu des trois singles extraits de leur dernier album, Laughing Stock (1991), dont deux faces B inédites par ailleurs (Stump et 5:09). La dernière chanson, une pièce minimaliste appelée Piano, a été enregistrée par Mark Hollis sous le pseudonyme de « John Cope » (titre de la face B du single I Believe In You de l'album Spirit of Eden) pour l'album AV 1 de Dave Allinson et Phill Brown, l'ancien ingénieur du son de Talk Talk.
Missing Pieces reçoit des critiques mitigées à sa sortie et n'a jamais été réédité.

## Titres
Toutes les chansons sont écrites et composées par Tim Friese-Greene et Mark Hollis, sauf mention contraire.
| No | Titre                                | Auteur                                     | Durée |
| -- | ------------------------------------ | ------------------------------------------ | ----- |
| 1. | After the Flood (version courte)     |                                            | 4:14  |
| 2. | Myrrhman (face B de After the Flood) |                                            | 5:36  |
| 3. | New Grass                            |                                            | 9:36  |
| 4. | Stump (face B de New Grass)          | Tim Friese-Greene, Mark Hollis, Lee Harris | 4:45  |
| 5. | Ascension Day                        |                                            | 6:04  |
| 6. | 5:09 (face B de Ascension Day)       |                                            | 5:14  |
| 7. | Piano                                | « John Cope » (Mark Hollis)                | 14:40 |

## Musiciens
- Mark Hollis : chant, guitare, piano, orgue
- Tim Friese-Greene : orgue, piano, harmonium
- Lee Harris : batterie
- Mark Feltham : harmonica
- Levine Andrade, Stephen Tees, George Robertson, Gavyn Wright, Jack Glickman, Wilf Gibson, Garfield Jackson : alto
- Simon Edwards, Ernest Mothle : contrebasse
- Roger Smith, Paul Kegg : violoncelle
- Henry Lowther : trompette, bugle
- Dave White : clarinette basse